# The Sea (album Melanie C)
The Sea – piąty, studyjny album wydany przez brytyjską wokalistkę pop Melanie C. Płyta ukazała się 24 października 2011 w Polsce, 2 września 2011 w Niemczech, Austrii i Szwajcarii, 4 września 2011 w Wielkiej Brytanii.
Album jest promowany (jak na razie) przez 4 single: „Rock Me”, „Think About It”, „Weak” oraz „Let There Be Love”.

## Lista utworów UK edition
| #   | Tytuł                                 | Twórcy                                             | Długość |
| --- | ------------------------------------- | -------------------------------------------------- | ------- |
| 1.  | „The Sea”                             | (A. Argyle, M. Chisholm)                           |         |
| 2.  | „Weak”                                | (J. Jackson, A. Argyle)                            |         |
| 3.  | „Think About It”                      | (G. Chambers, C. Dennis, M. Chisholm)              |         |
| 4.  | „Beautiful Mind”                      | (A. Argyle)                                        |         |
| 5.  | „One By One”                          | (M. Chisholm, P. Gendler, S. Mac)                  |         |
| 6.  | „Stupid Game”                         | (A. Argyle, L. Groves, K. Hughes)                  |         |
| 7.  | „All About You”                       | (A. Argyle, M. Chisholm)                           |         |
| 8.  | ” Burn”                               | (M. Chisholm, P. Vettese)                          |         |
| 9.  | „Drown”                               | (J. Jackson, A. Argyle)                            |         |
| 10. | „Get Out Of Here”                     | (P. Woodroffe, C. Grant, J. Bourne)                |         |
| 11. | „Enemy”                               | (G. Clark, M. Chisholm)                            | 8:      |
| 12. | „Let There Be Love” (utwór dodatkowy) | (M. Chisholm, P. Thornalley, D. Munday)            |         |
| 13. | „Rock Me” (utwór dodatkowy)           | (B. Berns, B. Feldman, G. Goldstein, R. Gottehrer) |         |

## Listy sprzedaży
| Lista           | Sprzedaż | Najwyższa Pozycja | Certyfikat |
| --------------- | -------- | ----------------- | ---------- |
| Polska          | Warner   | # ??              |            |
| Austria         | Warner   | #                 |            |
| Niemcy          | Warner   | #                 |            |
| Szwecja         |          | #                 |            |
| Szwajcaria      | Warner   | #                 | Złoto      |
| Wielka Brytania |          | #                 |            |
| Top 100 Europa  | Warner   | #                 |            |
| Świat           | Warner   | #                 |            |
| Włochy          | Warner   | #                 |            |